# Dryopetalon runcinatum
Dryopetalon runcinatum är en korsblommig växtart som beskrevs av Asa Gray. Dryopetalon runcinatum ingår i släktet Dryopetalon och familjen korsblommiga växter. Inga underarter finns listade i Catalogue of Life.